# 1626

## Събития
- 30 юли – Земетресение разтриса Неапол, 10 000 души умират.

## Родени
- Бенин Доверн дьо Сен-Мар, френски офицер
- Джовани Легренци, италиански бароков композитор († 1690 г.)
- 8 декември – Кристина, кралица на Швеция († 1689 г.)

## Починали
- 9 април – Френсис Бейкън, английски философ, умира от пневмония (р. 1561 г.)
- 8 декември – Джон Дейвис, английски поет (р. 1569 г.)